# Vrouwen van Mohammed
De vrouwen van Mohammed worden Umm al-Mu'minin (Arabisch: أم ٱلْمُؤْمِنِين) genoemd, wat Moeders der gelovigen betekend. De profeet Mohammed was eerst monogaam met Khadija en na haar dood trouwde hij nog 10 vrouwen en had hij twee slavinnen. Enkel met Khadija en Maria had hij kinderen.
De vrouwen van Mohammed met de jaartallen van het huwelijk:
- Khadija bint Choewailid 595-619
- Sauda bint Zama 619-632
- Aïsja bint Abu Bakr c. 623-632
- Hafsa bint Umar 625-632
- Zaynab bint Khuzayma 625-627
- Hind bint Abi Oemmayya 625-632
- Zaynab bint Jahsh 627-632
- Juwayriya bint al-Harith 628-632
- Ramlah bint Abi-Sufyan 628-632
- Safiyya bint Huyayy 629-632
- Maymuna bint al-Harith 630-632
- Raihana bint Zayd (concubine) 627-631
- Maria al-Qibtiyya (concubine) 628-632